# Germani basarabeni

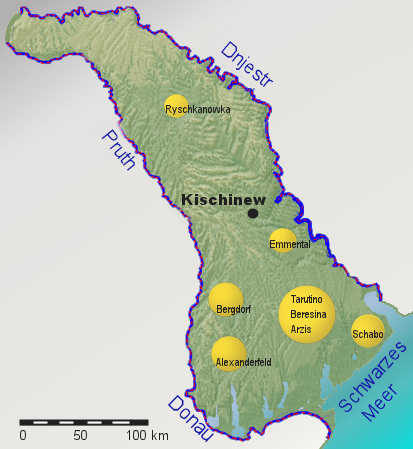
Harta Basarabiei. Cu galben (în germană) sunt reliefate cele mai importante comunități ale germanilor basarabeni.

Germanii basarabeni (în germană Bessarabiendeutsche) au fost o comunitate etnică de origine germană care a locuit preponderent în sudul Basarabiei (mai precis în Bugeac). S-au stabilit în Basarabia la începutul secolului al XIX-lea, mai ales între anii 1814 și 1842, atunci regiunea fiind parte a Imperiului Rus (sau țarist), cunoscută ca Gubernia Basarabia. Majoritatea lor proveneau din sud-vestul Germaniei actuale, Prusia precum și din Elveția și Alsacia. O parte din ei s-au strămutat în Dobrogea în perioada 1841–1856, devenind o comunitate cunoscută sub denumirea de germani dobrogeni.
Conform datelor recensământului populației din România din anul 1930, germanii reprezentau 3% din populația Basarabiei (care avea la acea vreme 2,8 milioane de locuitori). În toamna anului 1940, după ocuparea Basarabiei de către Uniunea Republicilor Sovietice Socialiste (U.R.S.S.), cei 93 de mii de germani basarabeni au fost transferați, în conformitate cu pactul Ribbentrop-Molotov, pe teritoriul de azi al Poloniei, de unde au strămutați în 1945, în actualul land Baden-Württemberg, sud-vestul Germaniei. Alături de aceștia au fost strămutați și germanii bucovineni dar în Polonia ocupată (sau în Guvernământul General).
La recensământul sovietic al populației din anul 1989 din Republica Sovietică Socialistă Moldovenească (R.S.S.M.), germanii numărau 7,3 mii persoane (c. 0,2% din populația republicii), aceștia fiind însă, descendenți ai germanilor pontici (transnistreni; i.e. pontici de la „Pontus euxin”, denumire antică în limba greacă veche pentru Marea Neagră) și ai germanilor de la Volga (care au fost „împrăștiați” de Stalin pe întregul cuprins al fostei Uniuni Sovietice).
În Germania există o Societate a germanilor basarabeni (germană Die Landsmannschaft der Bessarabiendeutschen), cu sediul la Stuttgart, land-ul Baden-Württemberg.

## Istorie

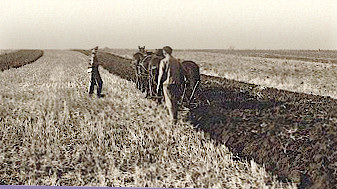
Coloniști germani lucrând pământul în sudul Basarabiei (perioada interbelică).

Horst Köhler a relatat într-un interviu faptul că germanii au întemeiat inițial pe teritoriul Basarabiei 25 de localități, numărul acestora s-a extins ulterior (în mod special, coloniștii germani s-au stabilit cu traiul în sudul Basarabiei, în locuri nepopulate). După împărțirea Europei, în 1939, nemții care locuiau în est au fost nevoiți ori să adopte cetățenia sovietică ori să se întoarcă în patria istorică. 

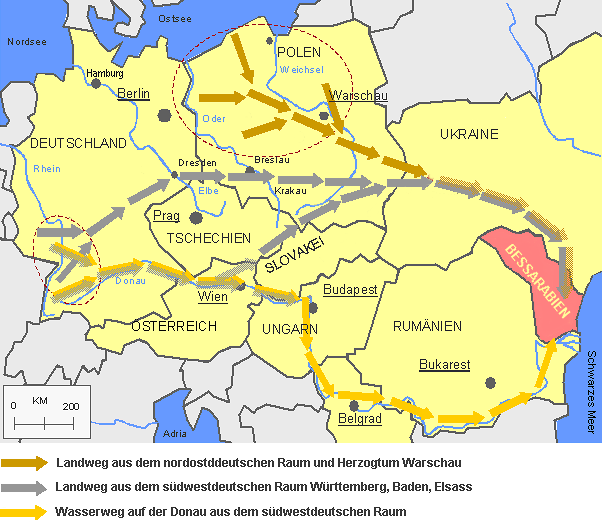
Originile și locurile de unde au emigrat coloniștii germani.
Situaţia primelor colonii germane în Basarabia la 1818. Structura, după provenienţă, a „coloniștilor varșovieni”.
Hartă etnică a Regatului României din 1934. Se observă comunitățile germane (cu albastru) din Basarabia.

### Evacuarea
Evacuarea germanilor a început chiar din 1939 și a continuat în 1940, ei fiind strămutați după un plan riguros, sub lozinca „Heim ins Reich” (i.e. „Acasă în Reich”). Peste 93.000 de nemți basarabeni s-au refugiat în Polonia și în Prusia Occidentală, ajungând mai târziu în Germania. După procedura de înregistrare, germanii basarabeni încetau să mai fie cetățeni români și intrau sub protecția celui de-al Treilea Reich. Ulterior, prin proceduri individuale, fiecare a primit cetățenie germană.

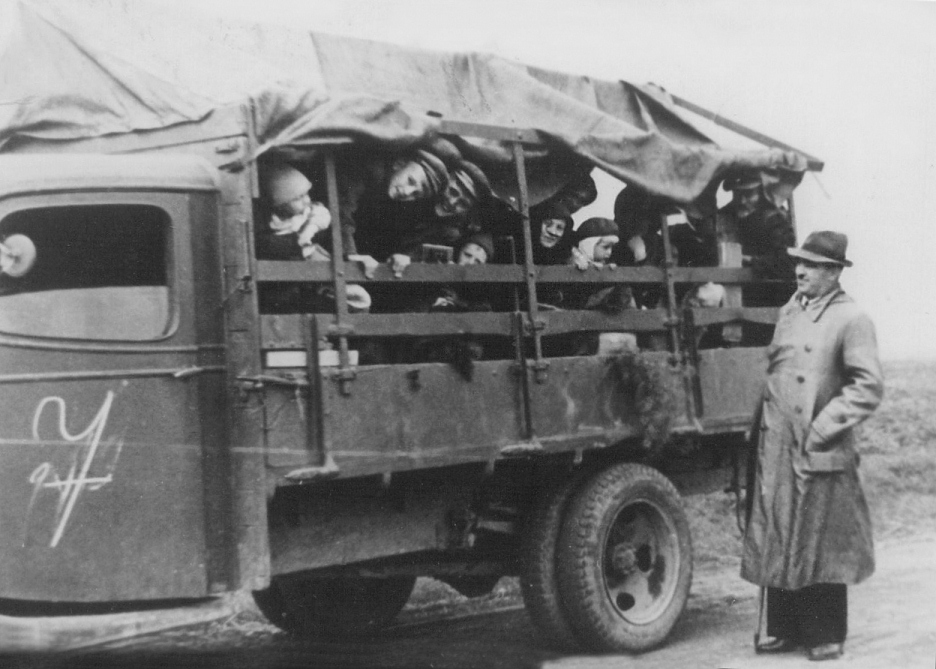
Germanii părăsesc Cleaștițul, la 1940 („Heim ins Reich”).
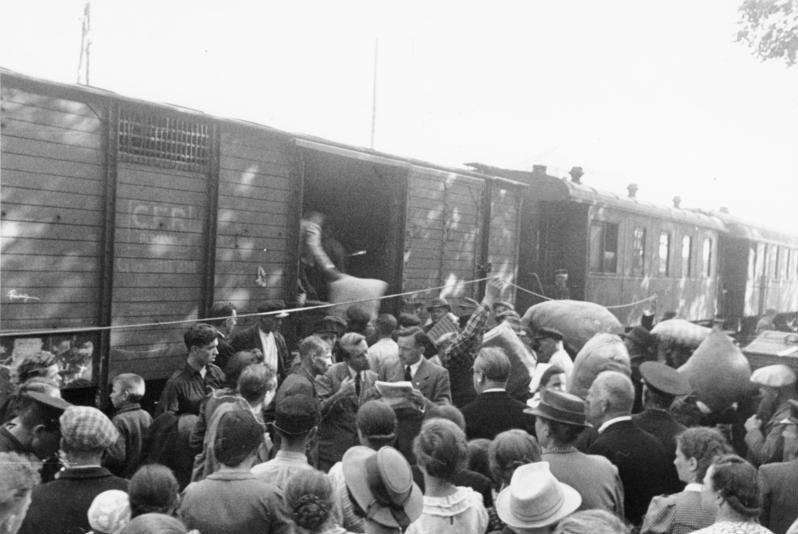
Evacuarea germanilor basarabeni prin Galați, 1940 („Heim ins Reich”).
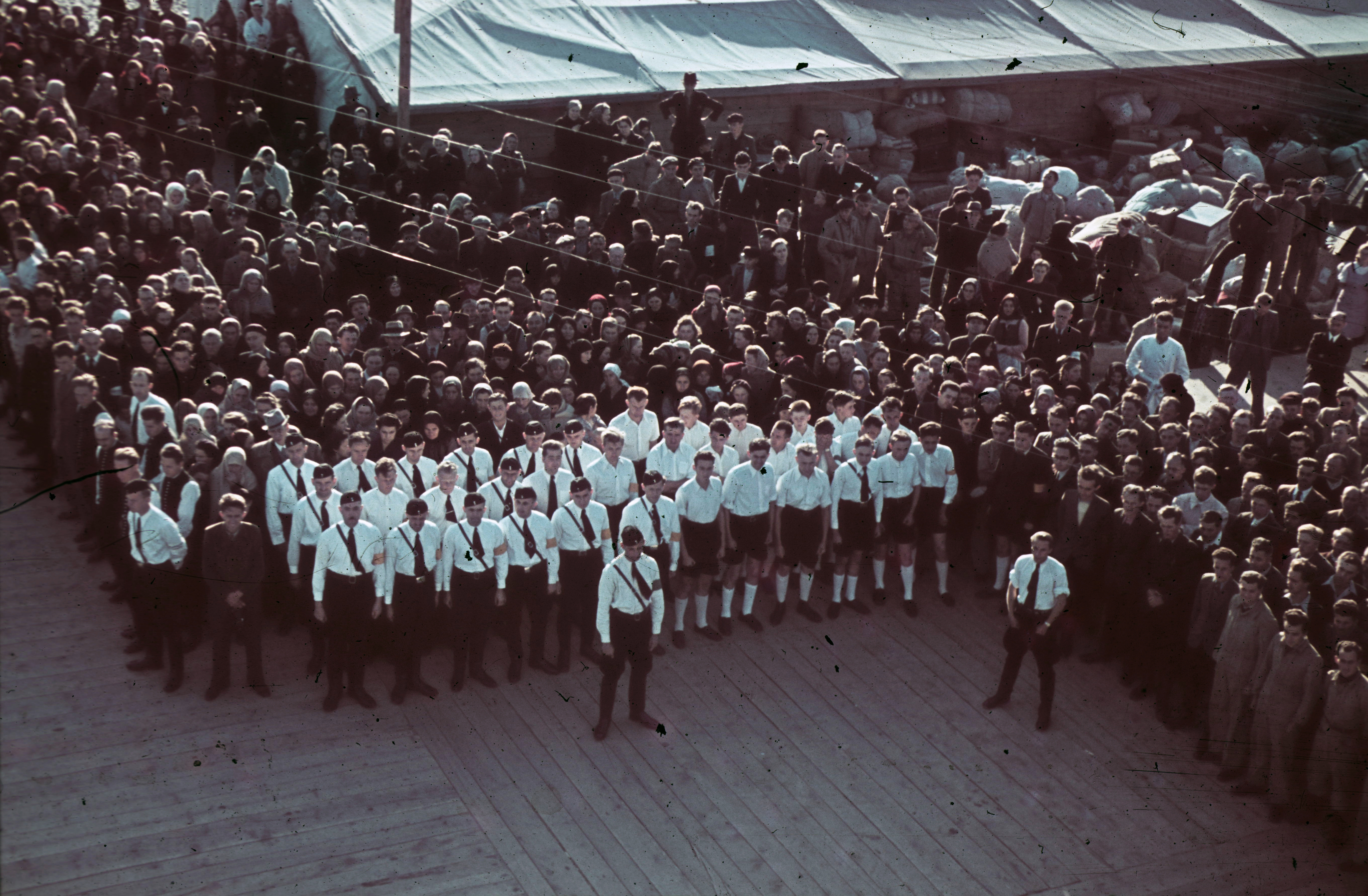
O mulțime de germani basarabeni, ajunși în lagărul temporar de lângă Belgrad (Regatul Iugoslaviei), după plecarea din Basarabia (c. 1940)
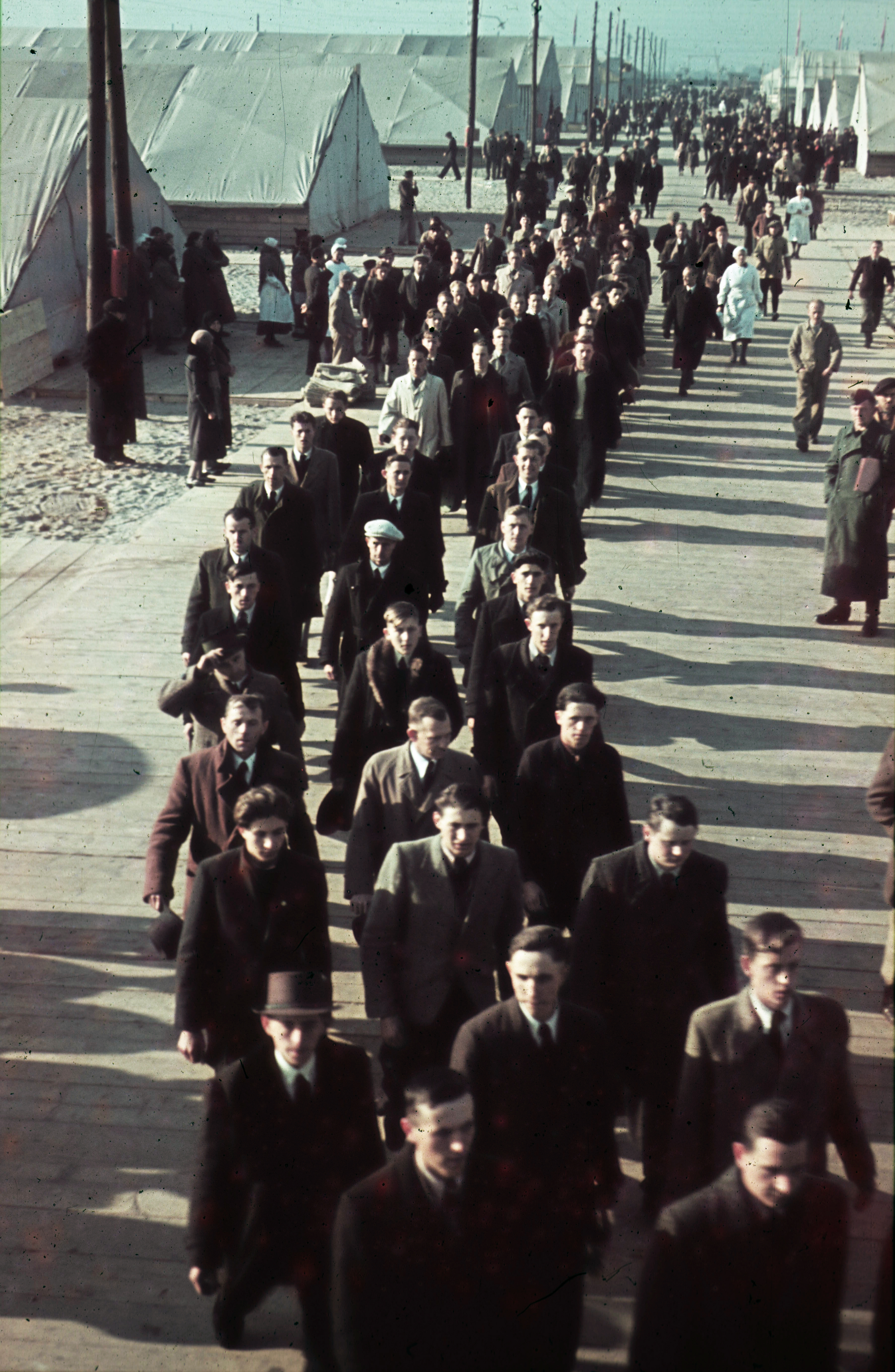
O coloană de bărbați germani basarabeni mărșăluind prin același lagăr
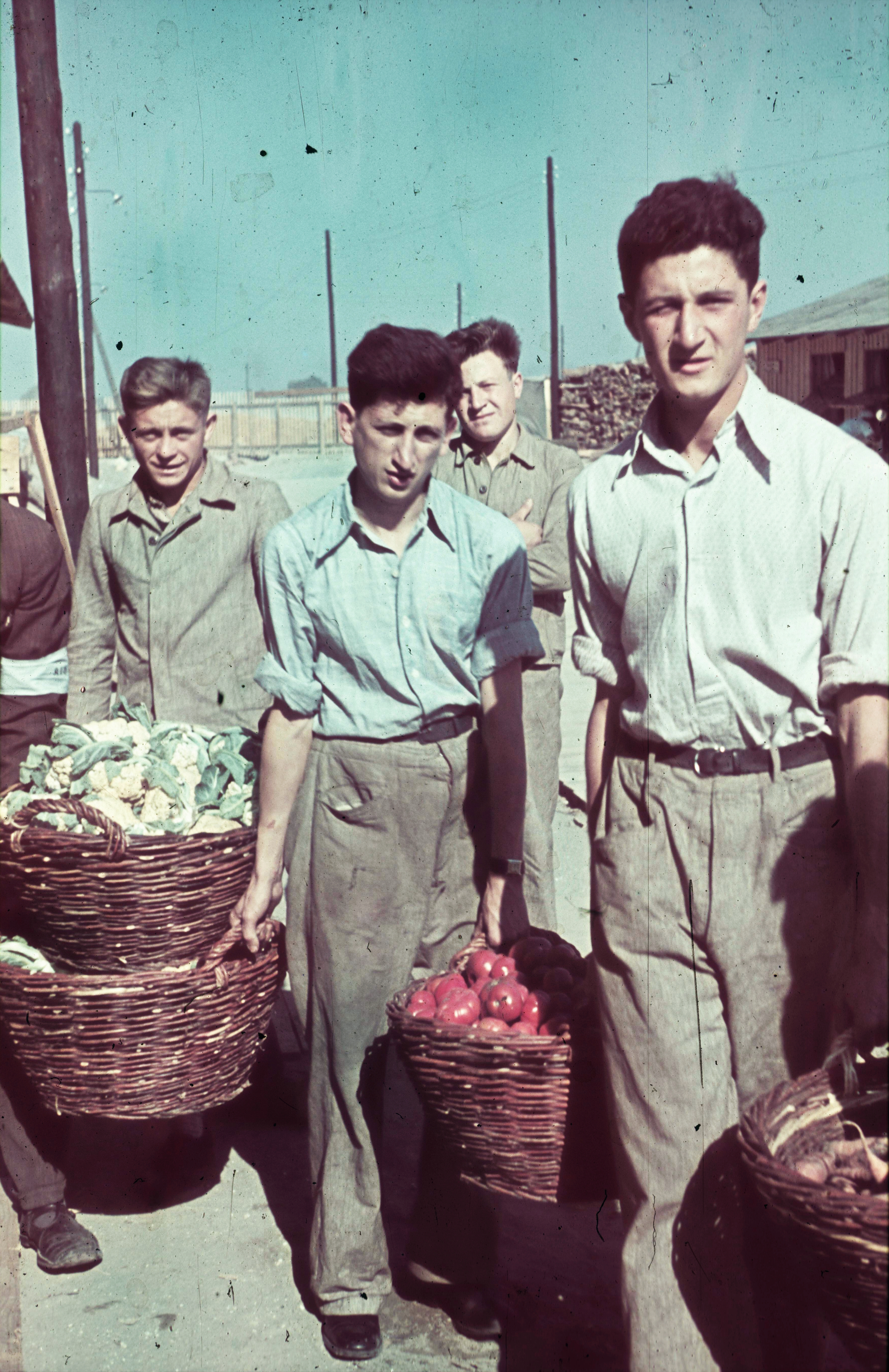
Bărbați germani basarabeni în lagărul temporar de lângă Belgrad, Regatul Iugoslaviei
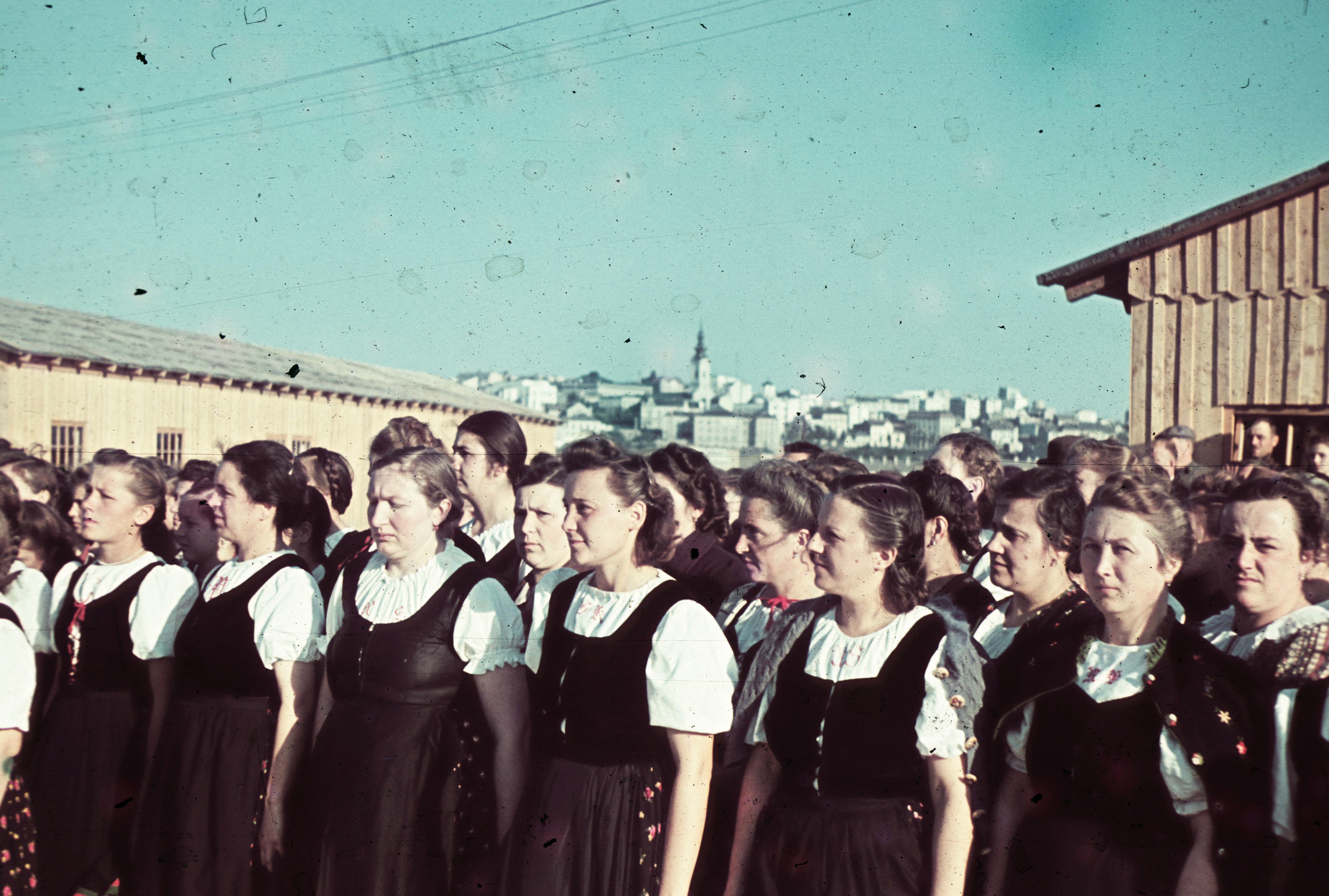
Germane basarabene, în același lagăr
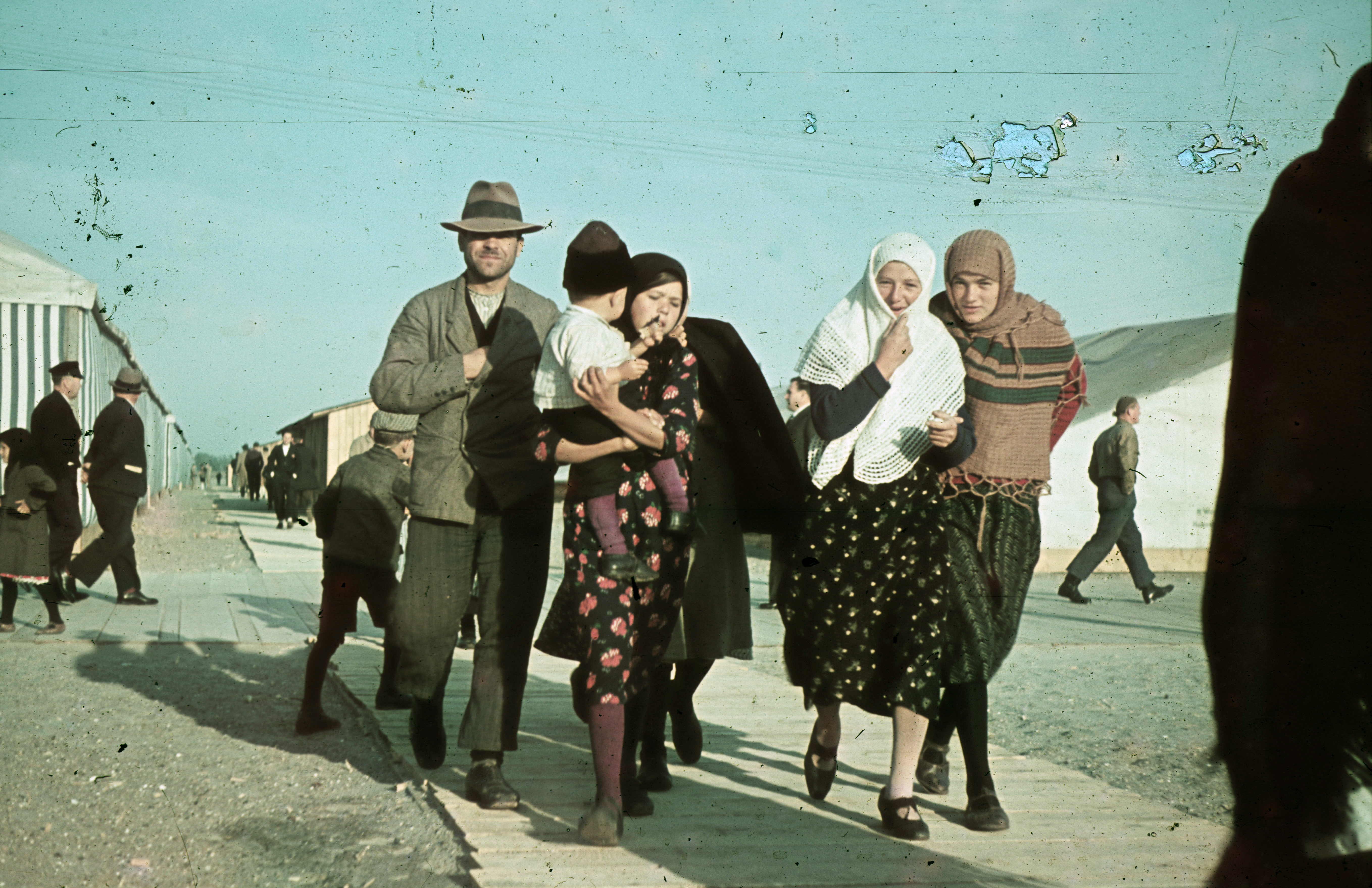
O familie de germani basarabeni cazați în lagărul temporar, până la plecarea în partea poloneză cucerită și ocupată temporar de Germania Nazistă în timpul celui de-Al Doilea Război Mondial
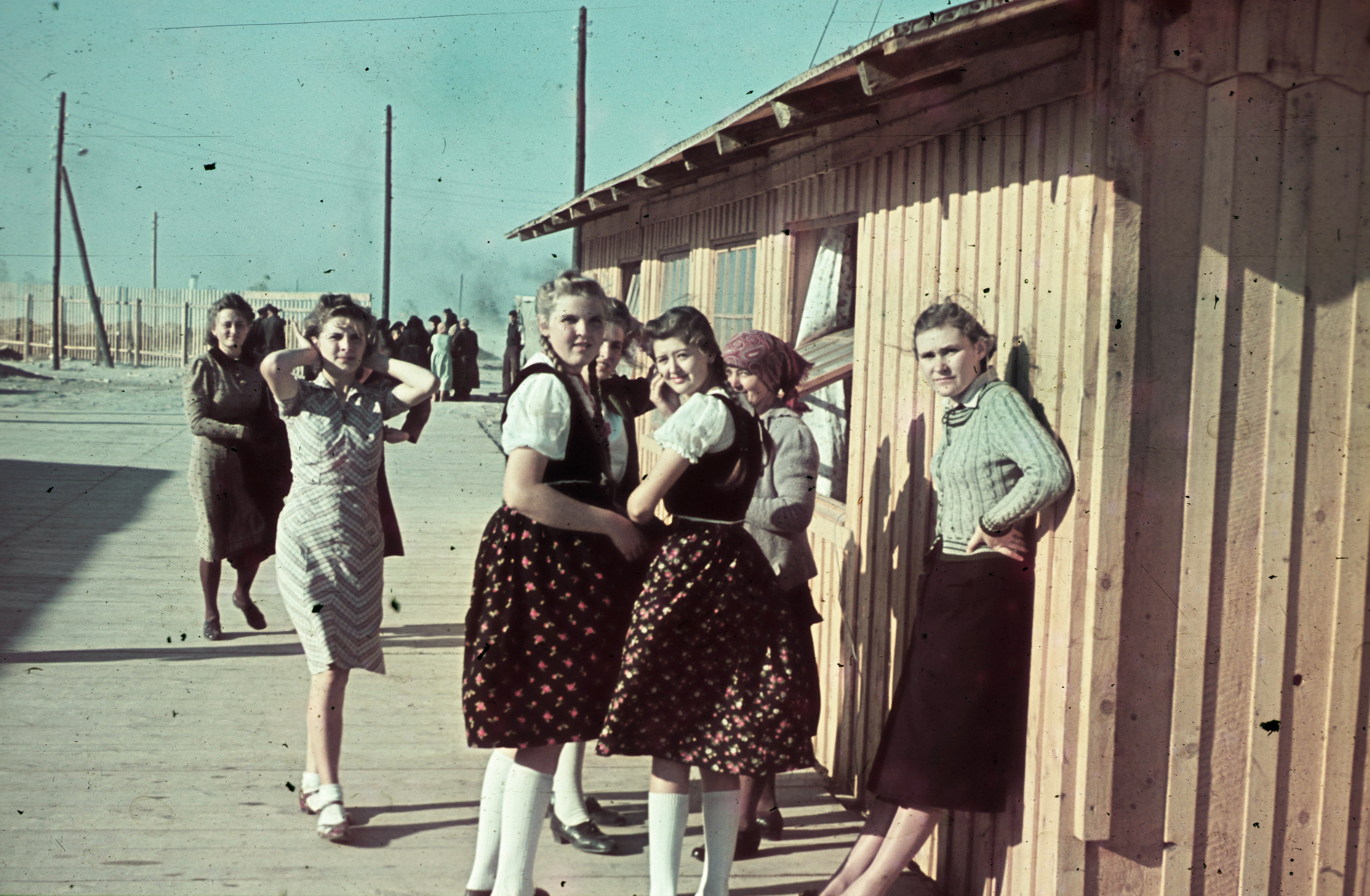
Germane basarabene tinere, în lagărul temporar de lângă Belgrad, Regatul Iugoslaviei
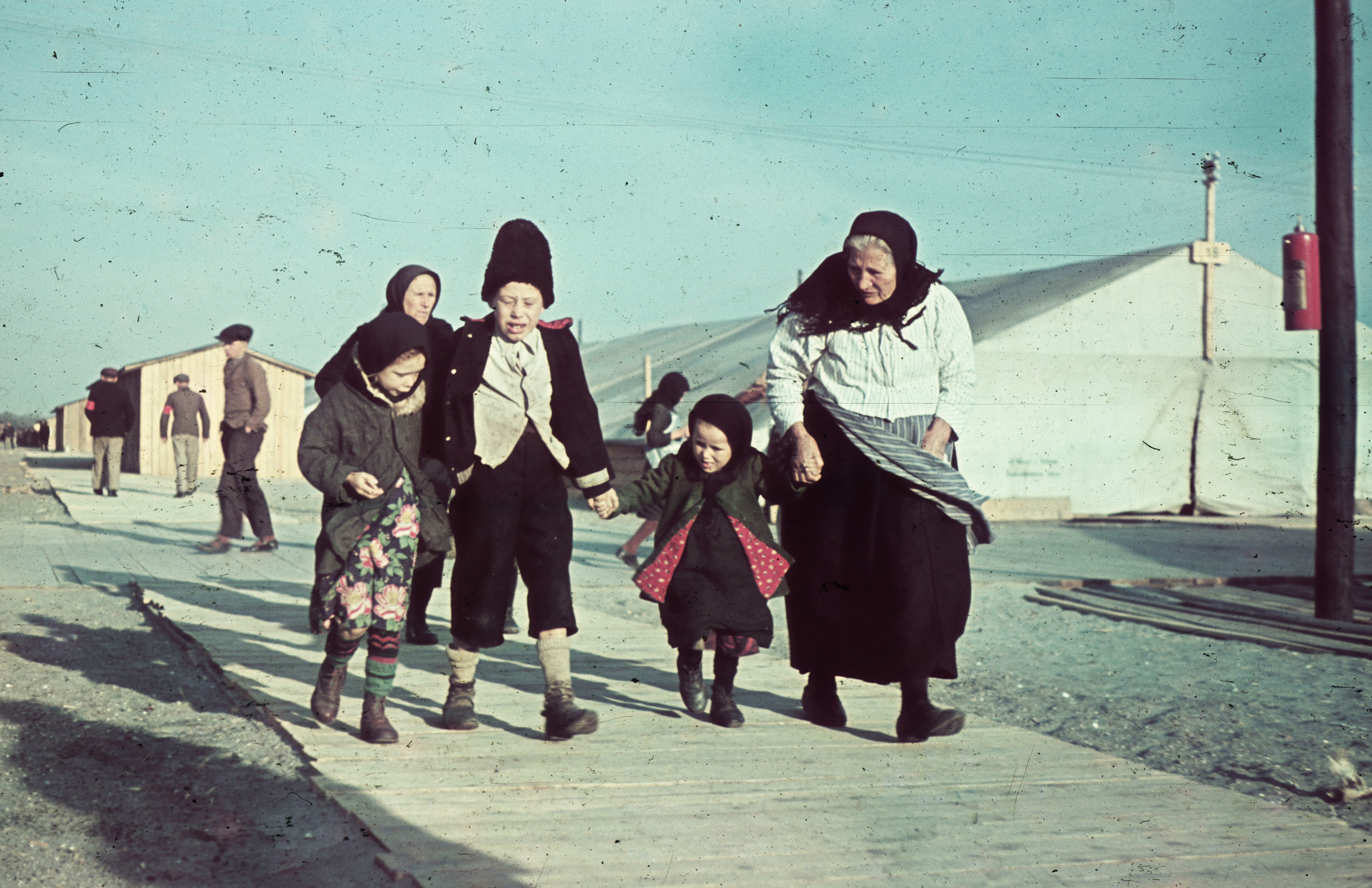
Băiat în tradiționala căciulă de lână basarabeană (același lagăr)
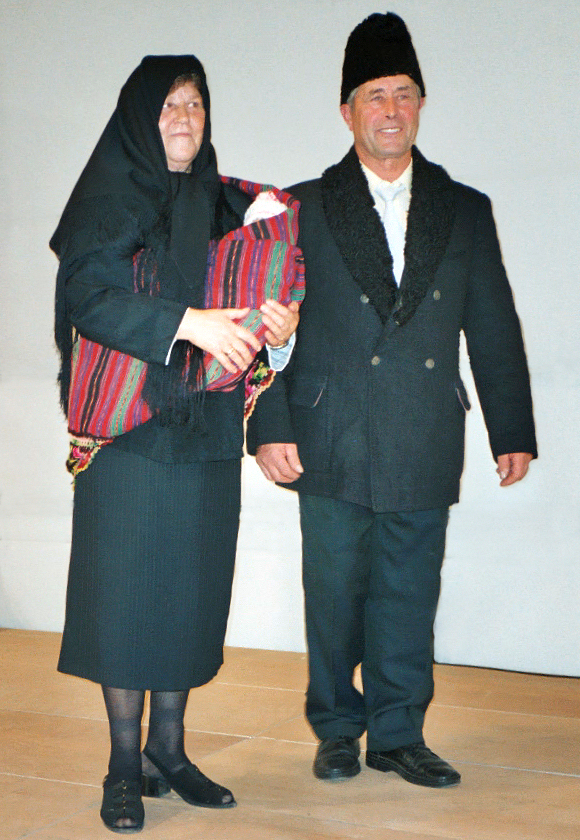
Cuplu de țărani (probabil bunici) cu un bebeluș, în fostele costume naționale la o comemorare publică a vechii glii (Saxonia-Anhalt, 2003).

## Germani basarabeni cunoscuți

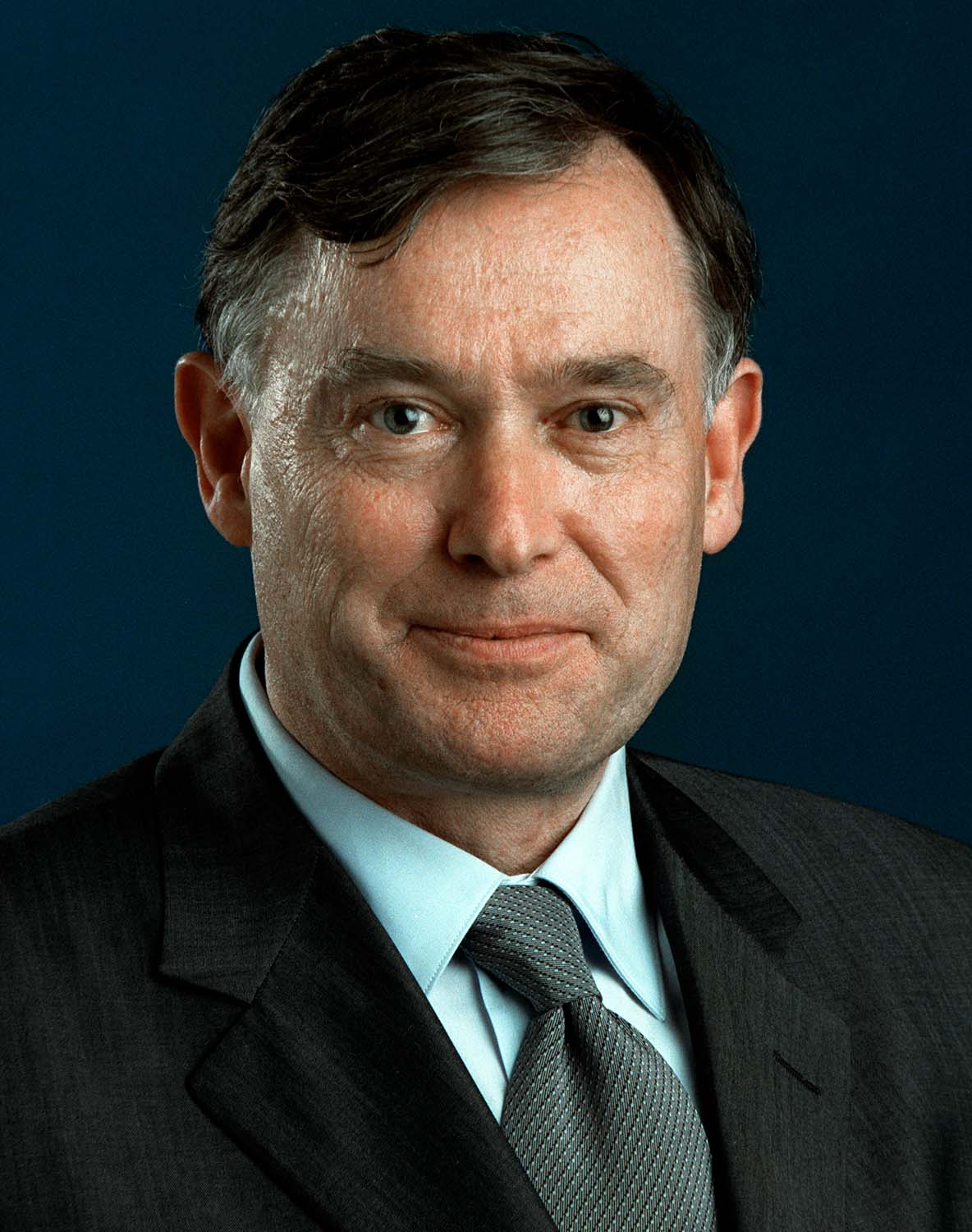
Horst Köhler, președinte german (2004–2010) născut din părinți germani basarabeni.

Carol Schmidt, primar al Chișinăului între 1877–1903, considerat unul din cei mai merituoși primari ai orașului, a fost german basarabean după tată, iar după mamă polon.
Părinții fostului președinte al Germaniei Horst Köhler (al 9-lea președinte federal german mai precis) au fost germani basarabeni originari din Rîșcani, care în 1940 s-au strămutat pe teritoriul actual al Poloniei, în urma Pactului Hitler-Stalin de la 1939. Horst Köhler s-a născut în 1943. Köhler a demisionat din funcție într-un mod neașteptat și relativ controversat în luna mai a anului 2010. Dominic Fritz, actualul primar al municipiului Timișoara, i-a fost consilier prezidențial pe parcursul mandatului acestuia.